# Водный транспорт Бангкока

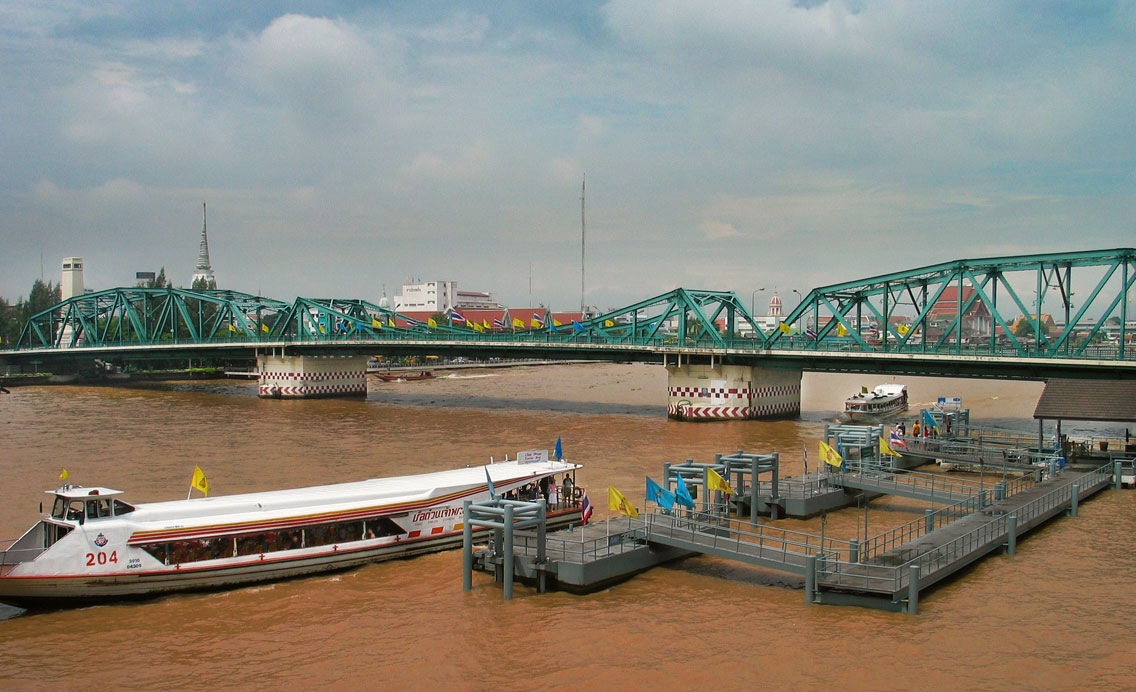
корабль у пирса в Бангкоке

Водный транспорт Бангкока — популярный вид общественного транспорта в Бангкоке. Регулярное водное сообщение осуществляется по реке Чаупхрая и каналам Бангкока. По многим каналам осуществляется сообщение частного водного транспорта, зачастую это единственный способ добраться до жилья. Всего в Бангкоке 1161 канал общей протяженностью 2276 км и лишь по некоторым из них осуществляется массовая организованная пассажирская навигация. 

## Общественный транспорт
К началу 2022 года сеть водных маршрутов состоит из 5 цепочек причалов (общей длиной 77 км) и нескольких паромных переправ. Основные действующие маршруты общественного транспорта: по реке Чаупхрая (35км), по каналу Сэнсэп (17 км), по каналу Крунг Касем (4,4 км), по каналу Пхасичарен (11,5 км), по каналу Пхракханонг (9 км)., однако уже в марте 2022 добавился новый маршрут  по каналу Сэнсеп длиной почти 11км. В результате объявленной городской кампании по снижению выбросов в эксплуатацию вводятся электрические суда на аккумуляторных батареях. В середине 2022 года 27 электрических катамаранов включены во флот на реке Чаупхрая, на каналах эксплуатируются десятки электрических лодок. 

### Паром

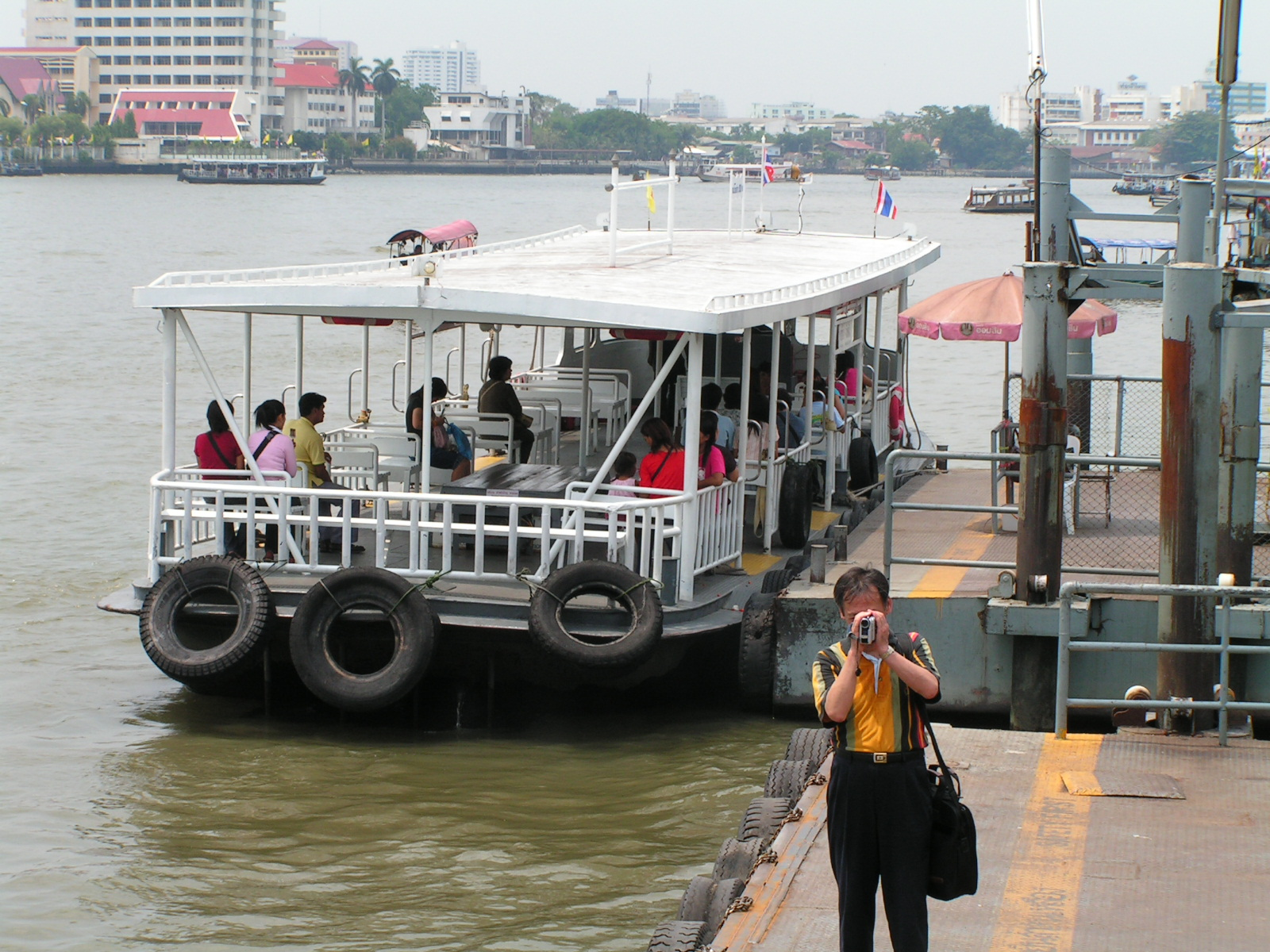
Паром на пристани

Паромным сообщением, соединяющим берега реки Чаупхрая занимается с 1919 года компания «Ferry Boat Supatra Co.ltd.» (является родоначальницей «Супатра Групп»). Стоимость переправы составляет 3 тайских бата.

#### Переправы
| Tha Chang — Tha Wat Rakhang                                          | 06.00 — 20.00 |
| Tha Chang — Wang Lang                                                | 05.00 — 23.00 |
| Tha Phra Chan — Wang Lang                                            | 05.00 — 21.00 |
| Tha Phra Chan- Thonburi Railway                                      | 06.00 — 20.00 |
| Tha Phra Chan — Phra Pin Klao Bridge                                 | 06.00 — 20.00 |
| Phra Pin Klao Bridge (Phra Nakorn) — Phra Pin Klao Bridge (Thonburi) | 06.00 — 20.00 |

### Речной трамвай (водный автобус)

#### «Чаупхрая Экспресс Бот»

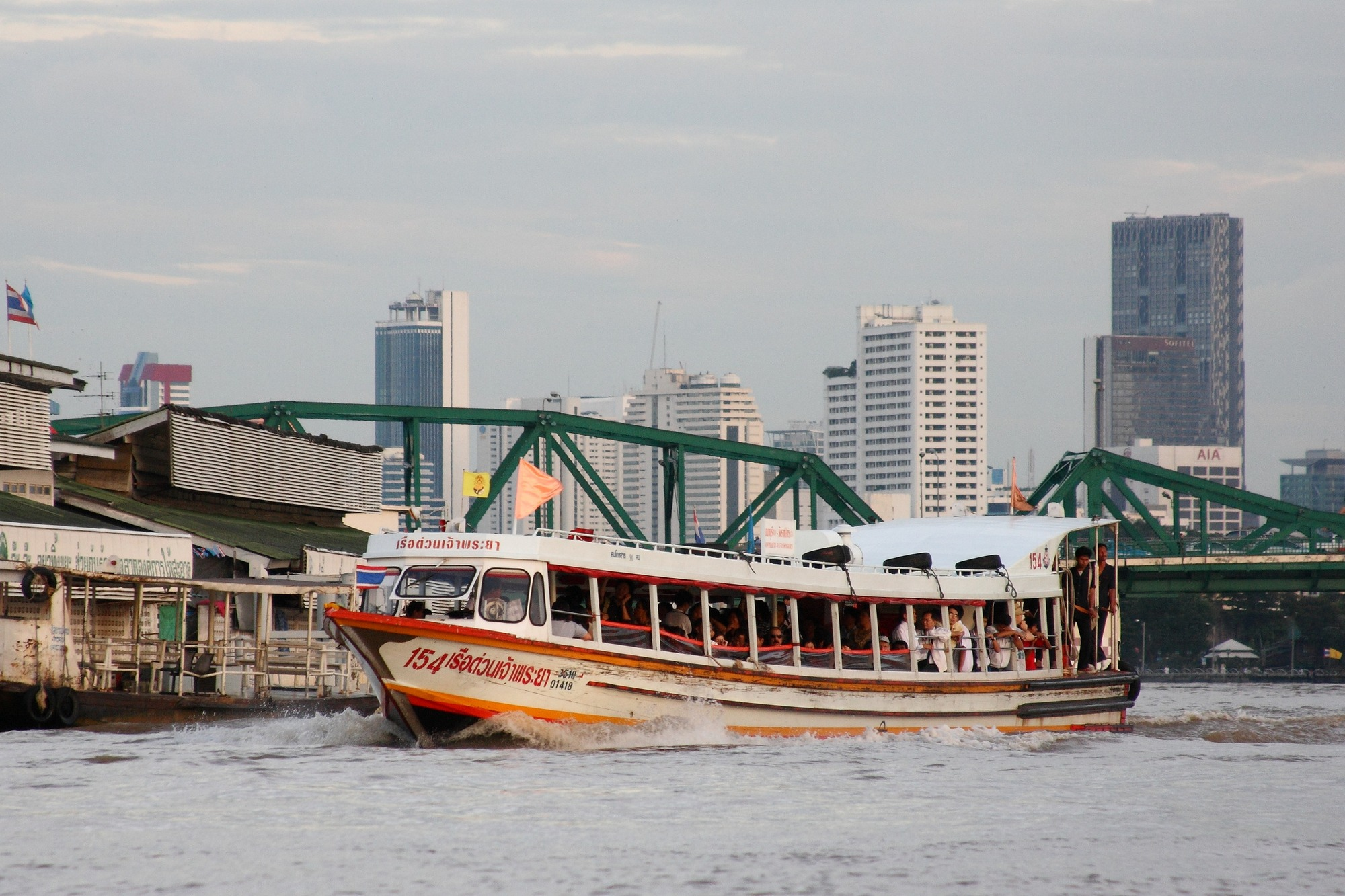
Лодка с оранжевым флагом

Компания «Чаупхрая Экспресс Бот» (подразделение «Супатра Групп») обслуживает большое количество пирсов на берегах реки Чаупхрая и осуществляет круглогодичную навигацию с 1971 года.
Для индикации маршрута движения лодки имеют цветовую дифференциацию флагами. Цена проезда зависит от пройденного расстояния и маршрута. Все 4 маршрута идут параллельно, отличаясь общей длиной пути и количеством остановок. 

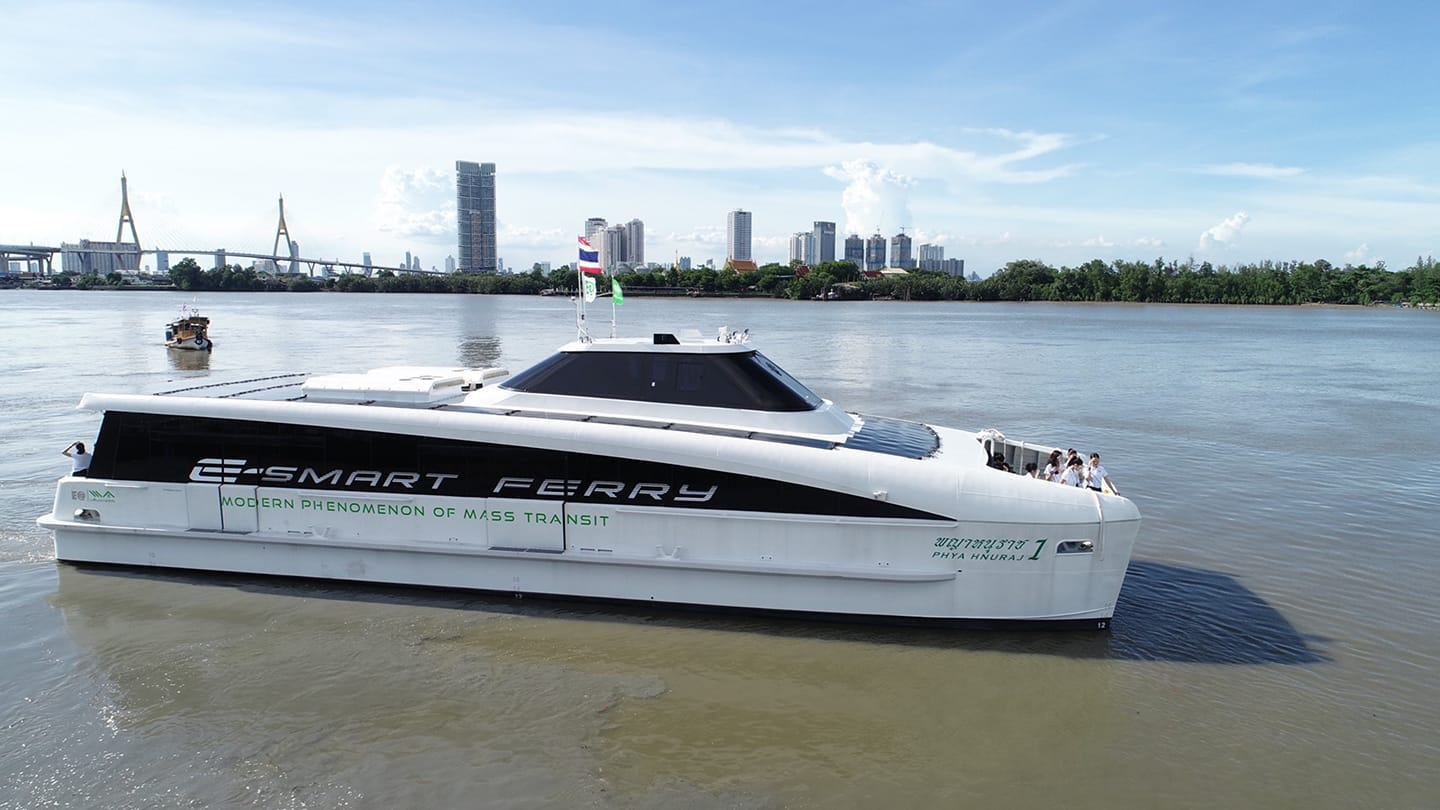
Mine Smart Ferry

#### "Mine Smart Ferry"
С 2020 года начал работать общественный транспорт "Mine Smart Ferry" принадлежащий E Smart Transport Co, чьи маршруты не выходят за пределы обслуживаемых компанией «Чаупхрая Экспресс Бот», однако в качестве транспорта используются электрические катамараны большой вместимости. В 2022 году существовали 3 маршрута, отличающиеся длиной пути и количеством остановок. 

### Водный автобус по каналам Бангкока

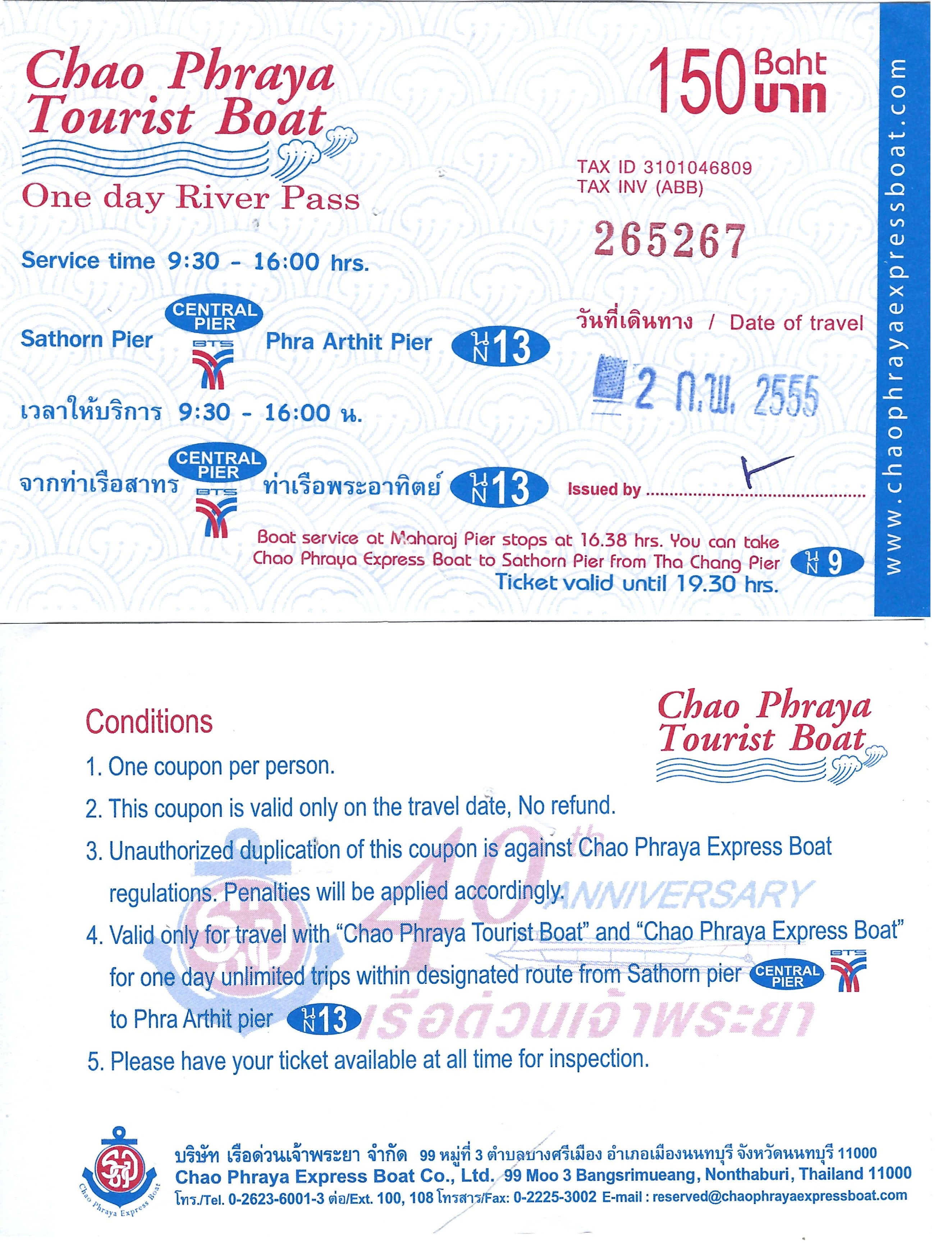
One day Ticket for tourists (2012)

#### Водные автобусы по каналу Маха Нак и Сэнсэп

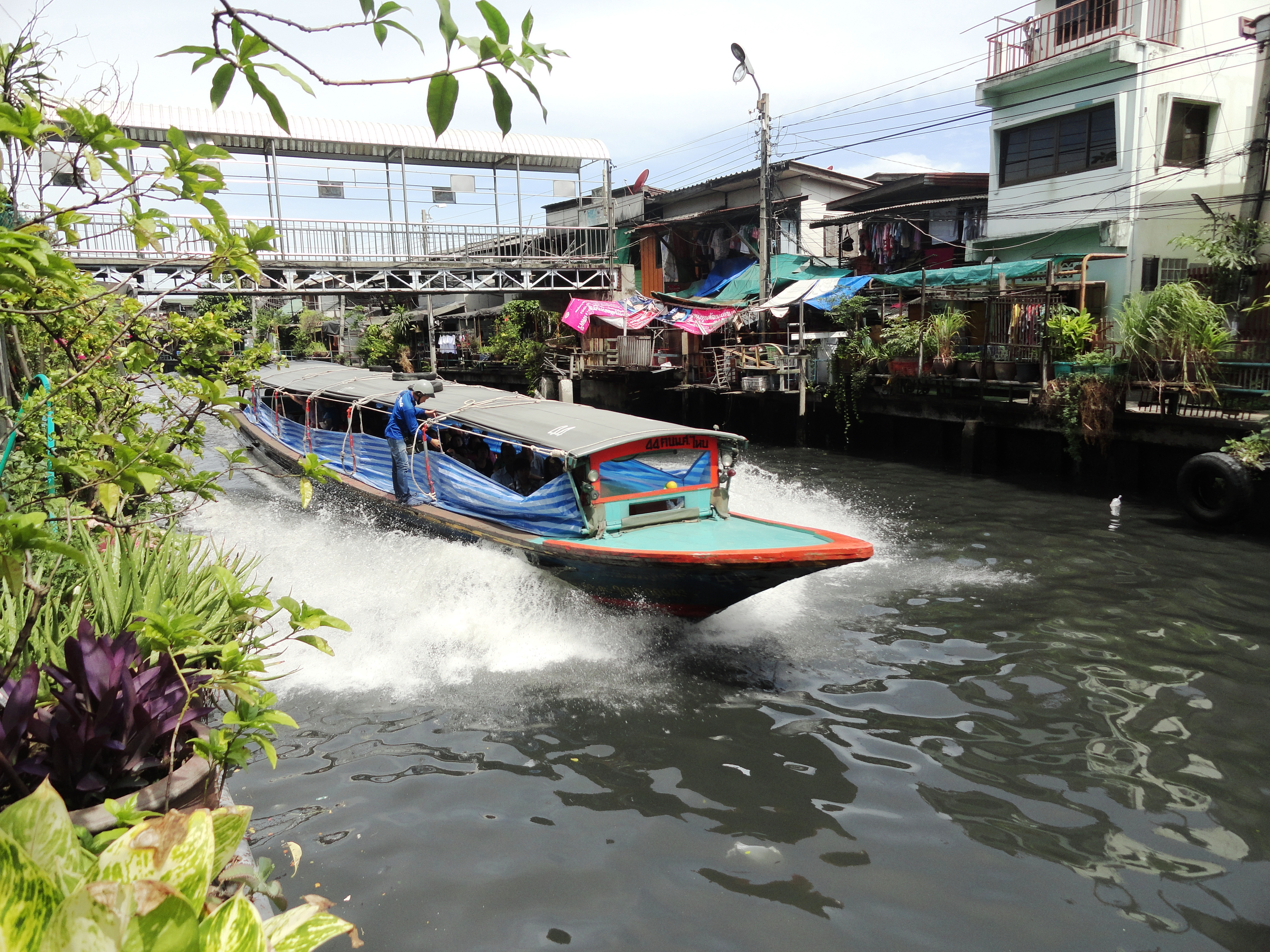
Водный автобус

По каналу Маха Нак и каналу Сэнсэп с запада на восток (и обратно) регулярное движение совершают пассажирские лодки компании «Family Transport». Продажа билета осуществляется кондукторами и, в зависимости от расстояния, составляет от 10 до 20 бат. Движение начинается в 5:30 утра и заканчивается в 20:30 по будним дням и в 19:00 по выходным. В день данным видом транспорта пользуются около 60 тыс. человек. Сервис пользуется неоднозначной репутацией из-за очень грязной воды в канале, но является наиболее быстрым транспортом, соединяющим район Бангкапи и центр города. В 2022 году линия общественного транспорта была продлена до административного центра района Минбури за счет нового маршрута обслуживаемого электротранспортом, принадлежащим городской администрации.

#### Водный автобус по каналу Пхасичарен
Водный автобус по каналу Пхасичарен - транспортный сервис по перевозке пассажиров по каналу Клонг Пхази Чарун по территории кхета Пхасичарен в западной части Бангкока, Таиланд.
По состоянию на 2018 год основной маршрут состоял из 15 пирсов, проезд стоил 15 бат независимо от расстояния. 11 километров лодки проходили за 55 минут. Маршрут действовал по будним дням утром (с 6 до 9) и вечером (с 16 до 19-15). Маршрут обслуживали 12 лодок с интервалом движения 20 минут. По выходным отправлялись с конечных остановок раз в час с 7 до 18. В день линией пользовались 900 пассажиров. Для оплаты можно было использовать карту "Rabbit".
31 июля 2018 года был организован дополнительный маршрут по каналу Пхази Чарун до пирса Ват Кампэнг Бангчак по выходным дням. 
Работа сервиса прекращена с января 2022 года.

#### Водный автобус по каналу Рангсит
Водный автобус по каналу Рангсит - транспортный сервис по перевозке пассажиров по каналу Рангсит в ампхе Thanyaburi провинции Патхумтхани, к северу от Бангкока, элемент системы водного транспорта Бангкока. В 2021 году транспорт по маршруту не ходит, однако в мастерплане W-MAP министерства транспорта запуск движения по этому маршруту запланирован на среднесрочную перспективу (с 2028 по 2032 годы).

#### Водный автобус по каналу Крунг Касем
5 октября 2018 запущена эксплуатация маршрута длиной около 5 км. по историческому центру Бангкока. Возможна пересадка на лодки по реке Чаупхрая. В официальном виде сервис заработал 30 мая 2020 года. Стоимость проезда составила 10 бат. 2023 году пассажиропоток составлял от 8 000 до 20 000 человек в месяц.

### Развитие
В 2018 году был представлен проект "Венеция востока" по развитию общественного транспорта по каналам Бангкока. В рамках этой программы запущен проект по каналу Крунгкасем. В планах запуск маршрута по каналам Банглампу и Онанг длиной 3,45 км, а также маршрута по каналам Бангкок-ной, Чакпхра и Мон общей длиной 11,5 км. Весь проект оценивается в 473 млн. бат. 
В 2021 году был представлен проект мастерплана по развитию водного транспорта. Проектируемая сеть водного транспорта (W-MAP) включает в себя несколько маршрутов по реке Чаупхрая и 31 каналу общей протяженностью 492 км.

## Экскурсионный водный транспорт Бангкока
Этот вид транспорта очень активно развивается в последнее время. Операторами являются различные частные компании, имеющие свои маршруты по городу, охватывающие небольшой участок центра города. Ввиду высокой цены можно рекомендовать для обеспеченных туристов. Часто в стоимость билета включается обед.